# 존 카

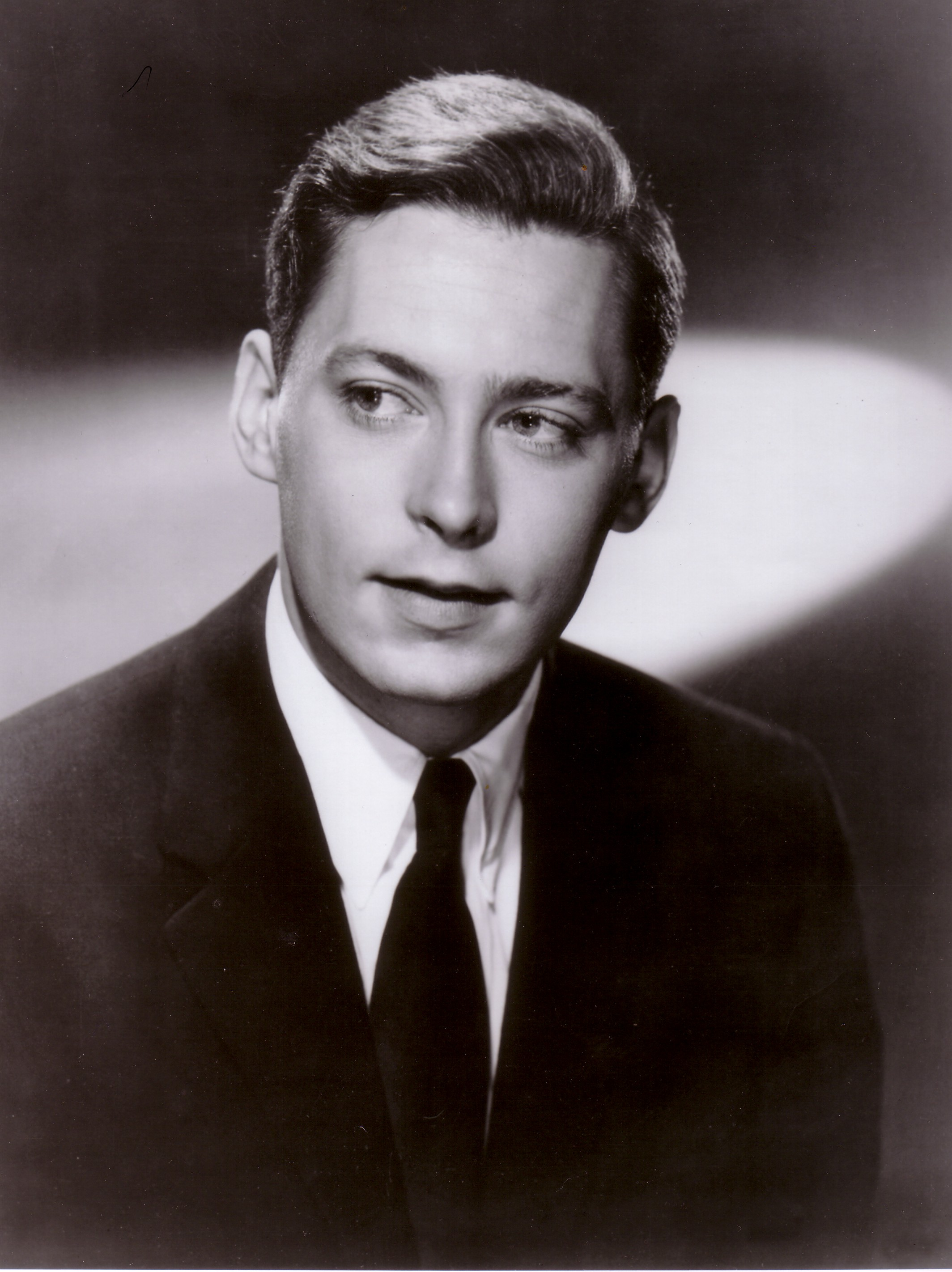

존 카(John Grinham Kerr, 1931년 11월 15일 ~ 2013년 2월 2일)는 미국의 변호사, 연극 배우, 영화배우, 텔레비전 배우이다.
뉴욕에서 태어났으며 패서디나에서 사망하였다. 사인은 심부전이다.

## 영화
- 블러드 앤 초콜렛 (2007년) - 핀 역
- 베이 코번 (1987년)
- 침묵의 동반자 (1978년)
- 샌프란시스코 수사반 (1972년)
- FBI (1965년)
- 페이튼 플레이스 - TV 시리즈 (1964년)
- 함정과 진자 (1961년)
- 남태평양 (1958년) - 조셉 케이블 역
- 차와 동정 (1956년)
- 클라이막스! (1954년)